# Bregmacerotidae
Bregmacerotidae é uma família de peixes actinopterígeos pertencentes à ordem Gadiformes. Esta família possui apenas um género, Bregmaceros.
Podem ser encontrados em águas tropicais e subtropicais, por todo o mundo.
São peixes muito pequenos: a espécie B. rarisquamosus, não ultrapassa os 1,5 cm de comprimento, e mesmo a maior espécie,  B. lanceolatus, atinge 11,5 cm de comprimento.
Aparecem pela primeira vez no registo fóssil no Eocénico Inferior, durante o Terciário Inferior.

## Etimologia
O nome científico deriva do grego bregma, que significa "topo da cabeça" e keras, que significa "corno"; isto é uma referência a um espinho que emerge do topo da cabeça, na região occipital.

## Espécies
Actualmente, 14 espécies neste género são reconhecidas:
- Bregmaceros arabicus D'Ancona & Cavinato, 1965
- Bregmaceros atlanticus Goode & Bean, 1886
- Bregmaceros bathymaster D. S. Jordan & Bollman, 1890
- Bregmaceros cantori Milliken & Houde, 1984
- Bregmaceros cayorum Nichols, 1952
- Bregmaceros houdei Saksena & Richards, 1986
- Bregmaceros japonicus S. Tanaka (I), 1908
- Bregmaceros lanceolatus S. C. Shen, 1960
- Bregmaceros mcclellandi W. Thompson, 1840
- Bregmaceros nectabanus Whitley, 1941
- Bregmaceros neonectabanus Masuda, Ozawa & Tabeta, 1986
- Bregmaceros pescadorus S. C. Shen, 1960
- Bregmaceros pseudolanceolatus Torii, Javonillo & Ozawa, 2004
- Bregmaceros rarisquamosus Munro, 1950